# Tecnoglass
Tecnoglass es una empresa colombiana enfocada en la fabricación y distribución de vidrio arquitectónico y productos de aluminio. con sede en Barranquilla (Atlántico).
Su principal mercado es la exportación de sus productos a Estados Unidos donde realiza cerca del 95% de sus ventas.

## Historia
En 1983, empieza la construcción de su planta y en 1984 fue inaugurada como una empresa artesanal, en 1988 empieza la producción de vidrios.
En 1996, empieza a exportar sus productos a Estados Unidos y Panamá.
En 2007, crea Alutions, una sección de la empresa dedicada a la fabricación de terminaciones de aluminio estructural.
En 2018, inaugura Ventana al mundo, un monumento en Barranquilla.
En 2020, inaugura Ventana de campeones, un monumento en homenaje al Junior de Barranquilla.
En 2022, empezó a cotizar sus acciones en la Bolsa de Nueva York.
En 2023, inaugura Ventana de sueños en Puerto Colombia.

## Construcciones de Tecnoglass en Barranquilla

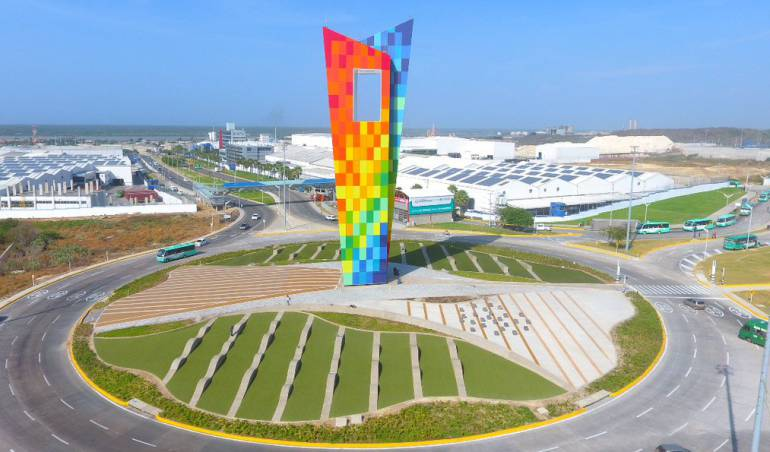
Ventana al mundo
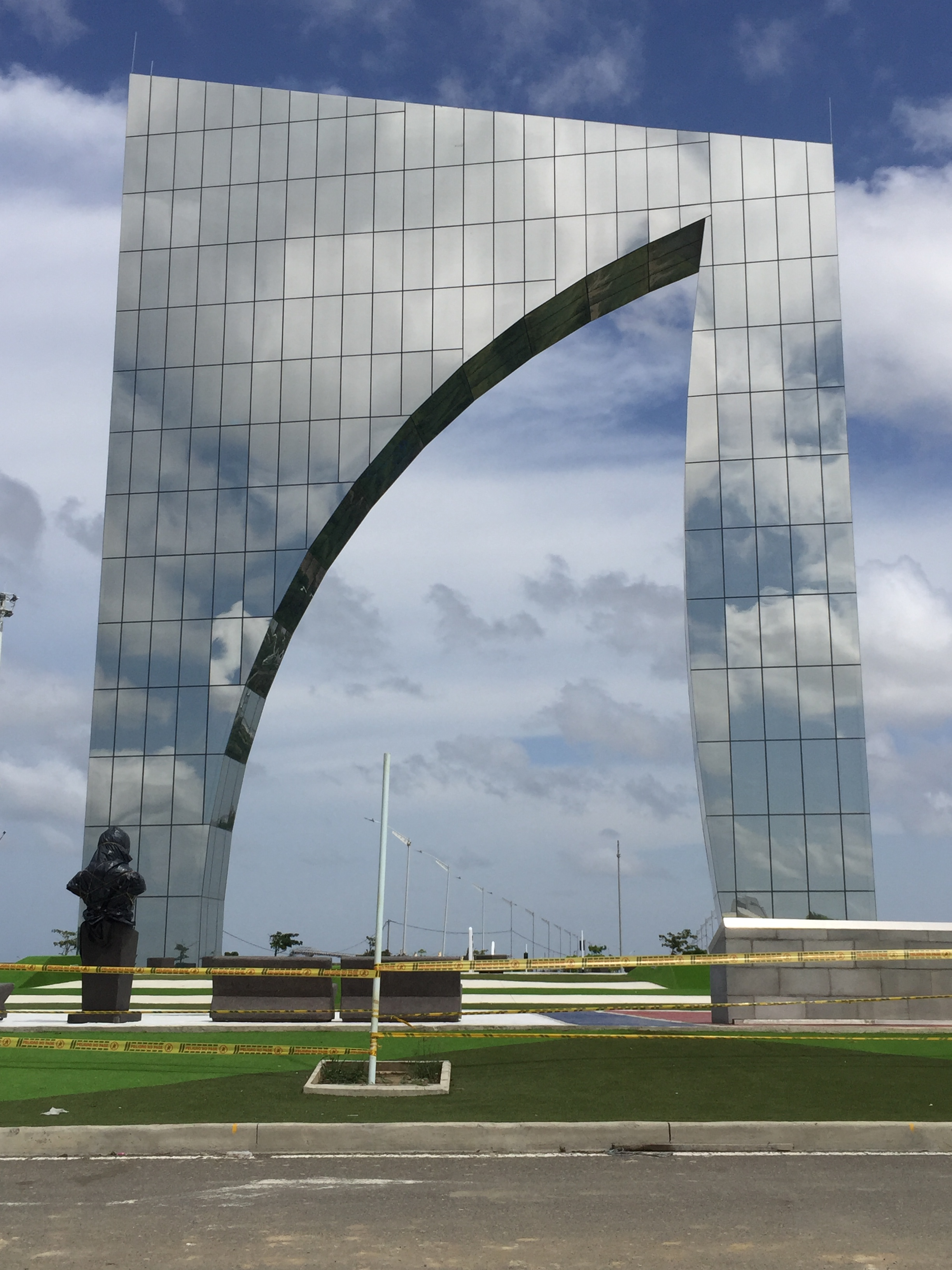
Ventana de campeones
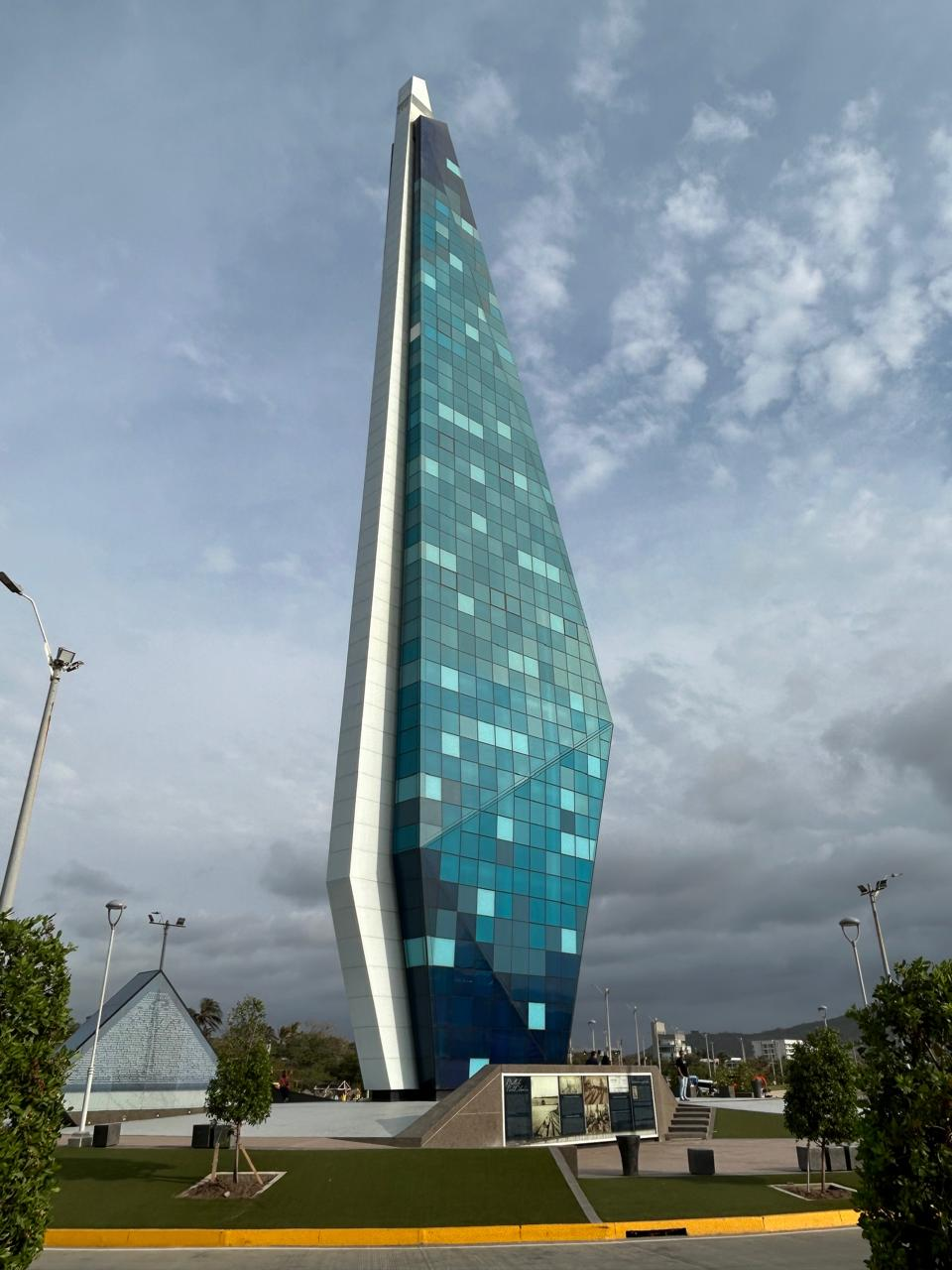
Ventana de sueños